# Sátorhely
Sátorhely is een plaats (község) en gemeente in het Hongaarse comitaat Baranya. Sátorhely telt 710 inwoners (2001).